# Пономаренко, Евгений Порфирьевич
Евгений Порфирьевич Пономаре́нко (укр. Євген Порфирович Пономаренко; 24 февраля [9 марта] 1909, Херсон, Российская империя — 4 августа 1994, Киев, Украина) — украинский, советский актёр театра и кино. Народный артист СССР (1960).

## Биография
Родился 24 февраля (9 марта) 1909 года в Херсоне (ныне в Украине).
Вышел на сцену херсонского клуба будучи ещё школьником. 
В 1924—1926 годах учился в Одесской трудовой школе № 39.
В 1926—1936 годах — актёр театра украинской Госдрамы в Одессе (с 1930 — Одесский Театр Революции, с 1946 — Одесский украинский музыкально-драматический театр им. Октябрьской революции, с 1995 — имени В. Василько). В 1928 году при театре окончил драматическую студию (учился у Л. Гаккебуш и В. Василько).
В 1931—1932 годах служил в Красной армии в качестве артиста Харьковского Красноармейского театра.
С 1936 года — актёр Киевского украинского драматического театра им. И. Франко.
Снимался в кино с 1931 года. Член Союза кинематографистов Украины.
Член ВКП(б) с 1944 года.
Умер 4 августа 1994 года в Киеве. Похоронен на Байковом кладбище.

### Семья
- Жена — Наталия Михайловна Ужвий (1898—1986), украинская советская актриса театра и кино. Народная артистка СССР (1944). Е. Пономаренко бережно относился к наследию великой актрисы, упорядочил архив, добивался увековечения её памяти.

## Награды и звания
- Заслуженный артист Украинской ССР (1940)
- Народный артист Узбекской ССР (1944)
- Народный артист Украинской ССР (1951)[3]
- Народный артист СССР (1960)
- Государственная премия Украинской ССР им. Т. Шевченко (1971) — за исполнение роли Антонио в спектакле «Память сердца» А. Е. Корнейчука
- Орден Ленина (27.10.1967)[4]
- Орден Трудового Красного Знамени (1951)[5]
- Медаль «За доблестный труд в Великой Отечественной войне 1941—1945 гг.» (1945)
- Медаль «В память 1500-летия Киева» (1982)

## Творчество

### Роли в театре

#### Одесский Театр Революции
- 1930 — «Кадры» И. К. Микитенко — беспризорный Котя
- 1933 — «Ревизор» Н. В. Гоголя — Хлестаков
- 1933 — «Гибель эскадры» А. Е. Корнейчука — мичман Кноррис
- 1933 — «Укрощение строптивой» У. Шекспира — Грумио
- «Дядя Ваня» А. П. Чехова — Вафля

#### Киевский украинский драматический театр им. И. Франко
- 1936 — «Дон Карлос» Ф. Шиллера — Дон Карлос
- 1937 — «Последние» М. Горького — Пётр
- 1938 — «Ой, не ходи Грицю…» М. П. Старицкого — Дмитрик
- 1939 — «Последняя жертва» А. Н. Островского — Дергачёв
- 1940 — «Много шума из ничего» У. Шекспира — Клавдио
- 1942 — «Суета» И. К. Карпенко-Карого — Иван
- 1942 — «Фронт» А. Е. Корнейчука — Сергей Горлов
- 1946 — «Вишнёвый сад» А. П. Чехова — Петя Трофимов
- 1947 — «Молодая гвардия» по А. А. Фадееву — Олег Кошевой
- 1948 — «Макар Дубрава» А. Е. Корнейчука — Трофим Голуб;
- 1948 — «Без вины виноватые» А. Н. Островского — Григорий Незнамов
- 1951 — «Любовь Яровая» К. А. Тренёва — матрос Швандя
- 1952 — «Ревизор» Н. В. Гоголя — Иван Александрович Хлестаков
- 1954 — «Петербургская осень» А. Е. Ильченко — Т. Г. Шевченко
- 1957 — «Филумена Мартурано» Э. Де Филиппо — Доменико
- 1964 — «Страница дневника» А. Е. Корнейчука — Искра
- 1968 — «Когда мёртвые оживают» И. Д. Рачады — Д. М. Карбышев
- 1970 — «Память сердца» А. Е. Корнейчука — Антонио
- 1970 — «Уступи место завтрашнему дню» В. Дельмар — Барклей Купер
- 1982 — «Ретро» А. М. Галина — Николай Михайлович

### Фильмография
- 1931 — Штурмовые ночи — молодой рабочий
- 1931 — Звездоносцы
- 1936 — Застава у Чертова брода
- 1938 — Кармелюк — Левко
- 1938 — Митька Лелюк — партизан Мороз
- 1942 — Партизаны в степях Украины — фашистский офицер
- 1945 — Непокорённые — Андрей Проценко
- 1953 — Калиновая роща (фильм-спектакль) — Николай Верба
- 1956 — Суета (фильм-спектакль) — Иван
- 1959 — Иванна — чекист Садаклий
- 1960 — Наследники (фильм № 3, из трилогии Киевлянка))— Чуприенко
- 1961 — На крыльях песни (музыкальный фильм)
- 1970 — Уступи место… (фильм-спектакль) — Барк Купер
- 1973 — Страница дневника (фильм-спектакль) — Искра Аркадий Васильевич
- 1982 — Ретро (фильм-спектакль) — Николай Михайлович Чмутин
- 1985 — Мужчины есть мужчины — эпизод

## Литературные сочинения
- Пономаренко Є.П. Думки артиста. — Київ, 1961.